# هانتینگتون بیچ (کالیفرنیا)
هانتینگتون بیچ (به انگلیسی: Huntington Beach) یکی از شهرهای شهرستان اورنج در ایالت کالیفرنیا آمریکا است. جمعیت این شهر پر پایه آمار سال ۲۰۰۰ برابر با ۱۸۹٬۵۹۴ نفر بوده‌است.
هانتینگتون بیچ از سوی جنوب غربی بر کرانه اقیانوس آرام جای گرفته‌است. این شهر در شمال غربی با شهر سیل بیچ، در شرق با شهر کوستا مسا، در جنوب شرقی با نیوپورت بیچ، در شمال با شهر وست‌مینستر و از سمت شمال شرقی با فونتین ولی همسایه است.
هانتینگتون بیچ به‌خاطر ساحل طولانی‌اش (۱۳٫۷ کیلومتر)، آب و هوای معتدل و منطقه برتر موج‌سواری شناخته شده‌است.